# Благо Ушев
Благо Александров Ушев е български революционер, деец на Вътрешната македоно-одринска революционна организация.

## Биография
Благо Ушев е роден през 1885 година в Банско, тогава в Османската империя. Присъединява се към ВМОРО и участва в Илинденско-Преображенското въстание като четник. След въстанието замества Иван Радулов начело на Разложкия окръжен революционен комитет. Освен него в комитета влизат Минчо Тодев, Лазар Колчагов, Иван Колчагов и Андрей Петканчин.
Благо Ушев умира през 1907 година.